# Borda da Mata
Borda da Mata is een gemeente in de Braziliaanse deelstaat Minas Gerais. De gemeente telt 15.507 inwoners (schatting 2009).

## Aangrenzende gemeenten
De gemeente grenst aan Congonhal, Estiva, Inconfidentes, Ipuiúna, Ouro Fino, Pouso Alegre, Senador José Bento en Tocos do Moji.